# نيناد نوفاكوفيتش
نيناد نوفاكوفيتش (بالصربية: Heнaд Hoвaкoвић)‏ هو لاعب كرة قدم صربي في مركز حراسة المرمى، ولد في 14 يوليو 1982 في أوزيتشى في صربيا. لعب مع نابريداك كروشيفاتس ونادي أودنسه ونادي أوليسوند ونادي دبرتسني ونادي ريجينا ونادي نوردشيلاند.

## وصلات خارجية
- نيناد نوفاكوفيتش على موقع إي إس بي إن إف سي (الإنجليزية)
- نيناد نوفاكوفيتش على موقع قاعدة بيانات كرة القدم.إي يو (الإنجليزية)
- نيناد نوفاكوفيتش على موقع Soccerway.com (الإنجليزية)
- نيناد نوفاكوفيتش على موقع عالم كرة القدم.نت (الإنجليزية)